# Шеремета Андрій Степанович
Андрій Степанович Шеремета (13 грудня 1871, Бірче — 5 лютого 1946, Львів) — український актор комічного плану, родом з Львівщини.

## Життєпис
1889–1914 роки (з перервами) виступав на сцені театру «Руської Бесіди» у Львові, з 1916 — у «Тернопільських Театральних Вечорах», у трупі Катерини Рубчакової, з 1920 року знов у Львові, в театрі «Українські Бесіди», з 1925 року — у трупі Йосипа Стадника та ін. 
Найкращі ролі у п'єсах Івана Карпенка-Карого «Мартин Боруля» (Гервасій, Омелько), «Хазяїн» (Маюфес), Ю. Коженьовського «Верховинці» (орендар) та ін. Виступав також в опереті.